# Dobri Nugo
Dobri Nugo (cyr. Добри Нуго) – wieś w Czarnogórze, w gminie Žabljak. W 2011 roku liczyła 8 mieszkańców.